# Дакарская живописная школа
Дакарская живописная школа (фр. École de Dakar) — художественное движение, появившееся в Сенегале в 1960-х годах под влиянием негритюда. Движение активно продвигалось президентом Леопольдом Седаром Сенгором. Членами живописной школы были такие сенегальские художники, как Папа Ибра Талл и Пьер Андре Лод.

## Стилистика
Идеологическая основа движения была предложена Леопольдом Седаром Сенгором. Главной целью живописной школы было провозглашено культурное возрождение африканцев. Сторонники движения были призваны к созданию произведений «подлинного африканского искусства», следуя «африканским ценностям», связанным с интуицией, эмоциями, ритмом и жизненной силой. Живописцы Дакарской школы часто создавали масштабные работы в абстрактном или полу-абстрактном стиле. В их произведениях присутствуют традиционные элементы африканского быта, такие, как маски и предметы африканских ремёсел, нередко изображены представители африканского фольклора, сцены из жизни в современных городах и пейзажи.
Стиль живописцев Дакарской школы не является однородным и варьируется от фигуративных произведений на африканские сюжеты Ибы Ндиайе, с заметным влиянием французских живописных традиций, до полу-абстрактных произведений Папы Ибры Талла, с чётким ритмом и богатой символикой. Творчество последнего оказало большое влияние на многих представителей Дакарской школы. Также весьма различно качество работ художников, от оригинальных и новаторских произведений до представляющих собой обыкновенный декоративизм. Однако общим элементом во всех авторских работах является полное отсутствие в них социальной рефлексии и поиск африканских традиций. Художники не наблюдают и не судят о своём настоящем, но исследуют и создают прошлое, которое они находят «подлинным» источником своего вдохновения, в соответствии с указаниями Леопольда Седара Сенгора. Традиции, включённые в их произведения, представляют собой искусственное творение, символы и декоративные элементы, которые стирают колониальное прошлое, возвышают «не загрязнённую» африканскую культуру, мифологизируют стихийность и чувство сакрального вдали от настоящего.

## Выставки
Представителям Дакарской живописной школы оказывало существенную поддержку правительство Сенегала. Их творчество приобрело мировое признание. Произведения живописцев покупались сенегальским правительством и предлагались в качестве подарков иностранным гостям и учреждениям, использовались для декорации государственных учреждений и посольств, экспонировались на выставке «Тенденции и конфронтации» во время Всемирного фестиваля африканских искусств в 1966 году, участвовали на выездных выставках и все ещё выставляются во время Дакарской биеннале. В 1996 году многие живописцы Дакарской школы приняли участие в Сенегальской выставке современного искусства. В 1998 году галерея Яссина организовала выставку, посвящённую этой группе.

## Участники движения
К Дакарской живописной школе относится творчество художников Папы Ибры Талла, Пьера Андре Лода, Амаду Ба, Сейду Барри, Альфы Валида Диалло, Бокара Пате Дионга, Теодора Диуфа, Мора Файе, Усмана Файе, Сулеймана Кейту, Ибы Ндиайе, Абдулайе Ндойе, Моду Нианга, Амаду Сека, Диатту Сека, Шерифа Тиама.